# کابینه مارین
کابینه سانا مارین، هفتاد و هفتمین دولت فنلاند است. پس از فروپاشی کابینه رینه، به‌طور رسمی در ۱۰ دسامبر ۲۰۱۹ آغاز به کار کرد. کابینه متشکل از ائتلافی است که توسط حزب سوسیال دموکرات، حزب مرکزی، اتحاد سبز، اتحاد چپ و حزب خلق سوئد تشکیل شده‌است.

## وزرا

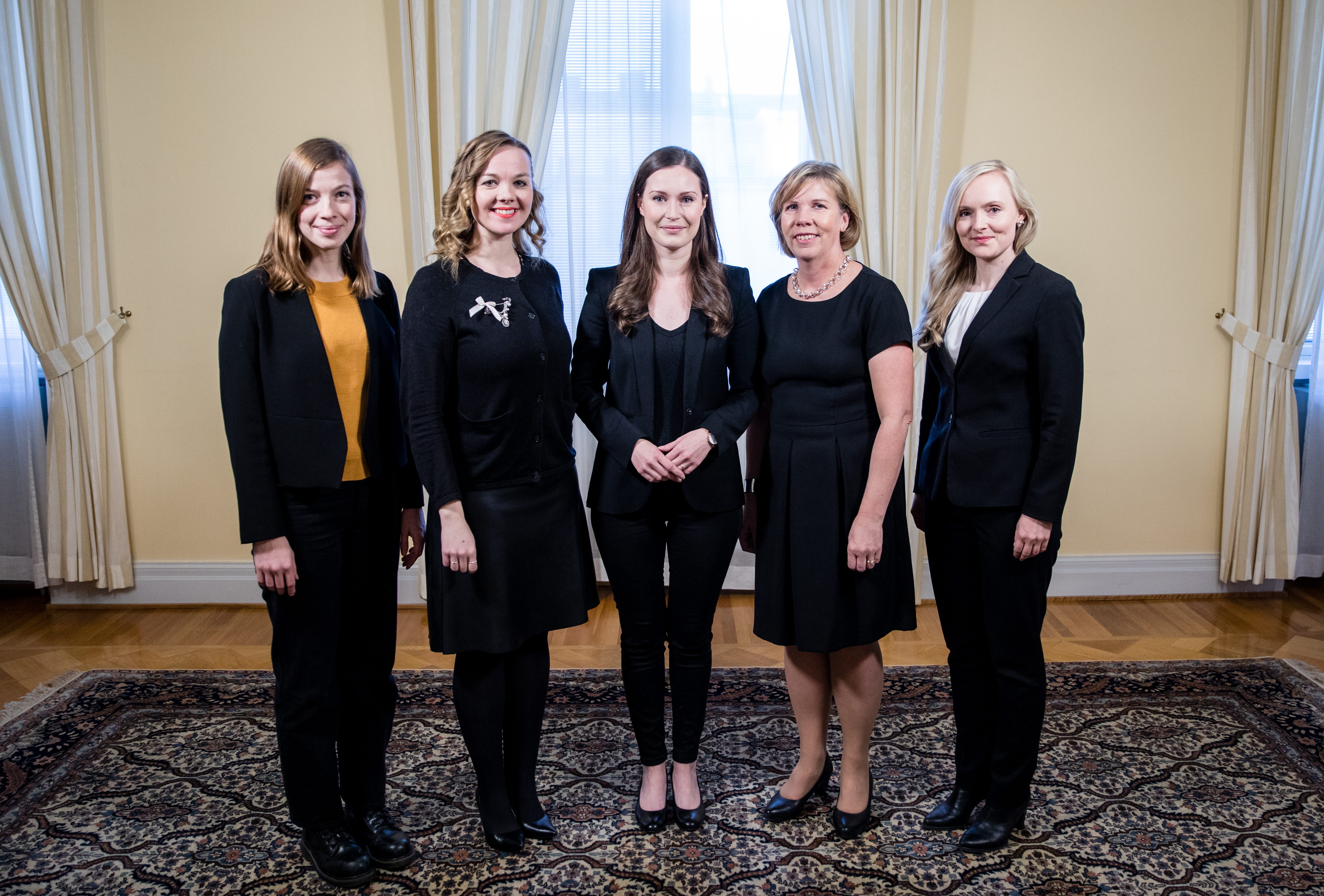
کابینه مارین در ۱۹ دسامبر ۲۰۱۹: آندرسون، کولمونی، مارین، هنریکسون و اوهیزالو

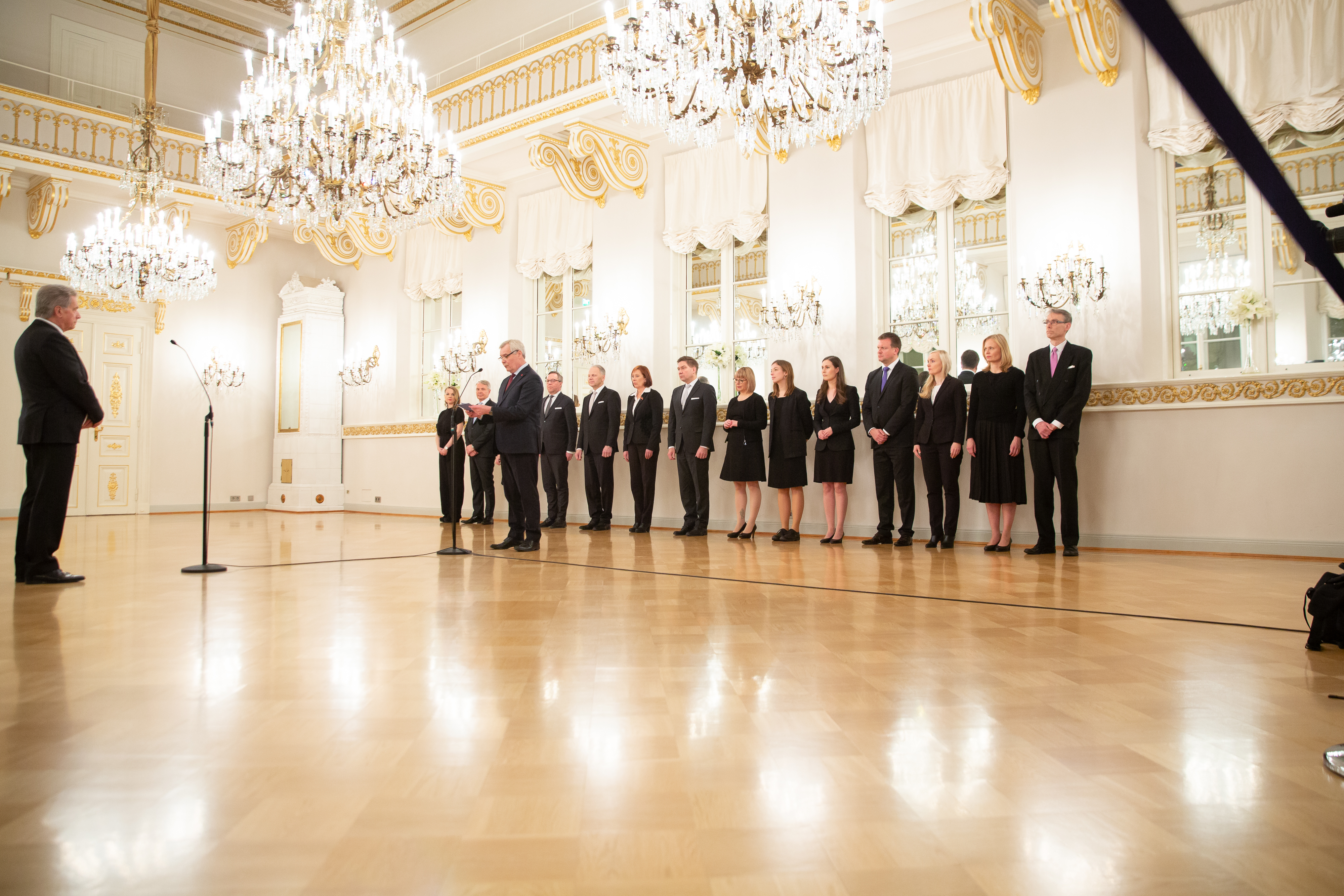
تصویر کامل کابینه در ۱۰ دسامبر ۲۰۱۹

در مجموع ۱۹ وزیر در کابینه مارین وجود دارد: هفت وزیر از حزب سوسیال دموکرات، پنج وزیر از حزب مرکزی، سه نفر از حزب سبز و دو نفر از اتحاد چپ و دو نفر از حزب خلق سوئد.
این ترکیب بیشتر شبیه کابینه رینه است، با این حال نخست‌وزیر پیشین ، آنتی رینه، موقعیتی در دولت جدید ندارد.

## جنجال‌ها

### تعادل جنسیتی
هنگام تشکیل کابینه مارین، پروفسور آن هولی، دانشمند سیاسی در دانشگاه هلسینکی، اظهار داشت که کابینه از اصل برابری جنسیتی منحرف است در کابینه او با حضور ۱۲ وزیر زن از ۱۹ وزیر، مردان فقط ۳۷٪ کابینه را تشکیل می‌دهند. نخست‌وزیر مارین در پاسخ به این انتقادات توضیح داد که به دلیل حضور پنج حزب در ائتلاف، هر یک از طرف‌ها مسئول نامزدی وزرای خود است، بنابراین هماهنگی این امور برای اطمینان از تعادل جنسیتی همیشه امکان‌پذیر نیست.

### استعفای کاتری کلمونی
مشخص شد که کاتری کلمونی با خرید خدمات آموزشی و مشاوره شخصی برای خود و پرداخت صورت حساب از طریق بودجه وزارتخانه، از بودجه تحت اختیار خود سوءاستفاده کرده‌است. در نتیجه، کولمونی استعفا داد و ماتی ونهانن جایگزین وی شد.

### ابتکارات شهروندان
ابتکار عمل شهروندان که از اجرای مالیات هواپیمایی حمایت می‌کند، در فوریه سال ۲۰۲۰ و طی کابینه مارین انجام شد. از انتشار گازهای گلخانه ای ساخت و ساز و هواپیمایی در فنلاند مالیات دریافت نمی‌شود. میزان انتشارات هواپیمایی سوئد در کل تقریباً برابر با میزان انتشار از ترافیک وسایل نقلیه مسافری سوئد است.
وزارت دارایی مالیات بر سود سرمایه از مهاجرت را در فنلاند، برسی کرد. در فوریه ۲۰۲۰، این مالیات در دانمارک، نروژ و هلند اجرا شد.